# Wim Deputter
Wim Deputter (18 maart 1982) is een Belgisch jiujitsuka.

## Levensloop
Deputter behaalde in 2014 goud in de klasse -77kg op de wereldkampioenschappen jiujitsu in de discipline ne waza te Parijs. Een jaar later behaalde hij zilver in deze klasse en stijl op de WK in Bangkok. Eerder behaalde hij reeds twee Europese titels in de 'Braziliaanse stijl'.
Daarnaast behaalde hij in deze klasse en stijl in 2017 zilver op de Wereldspelen te Wrocław.